# Marie Danse
Marie Danse, ook gekend als Marie-Charlotte Destrée-Danse, (Brussel, 19 februari 1866 – 31 mei 1942) was een Belgische schilder en etser.

## Biografie

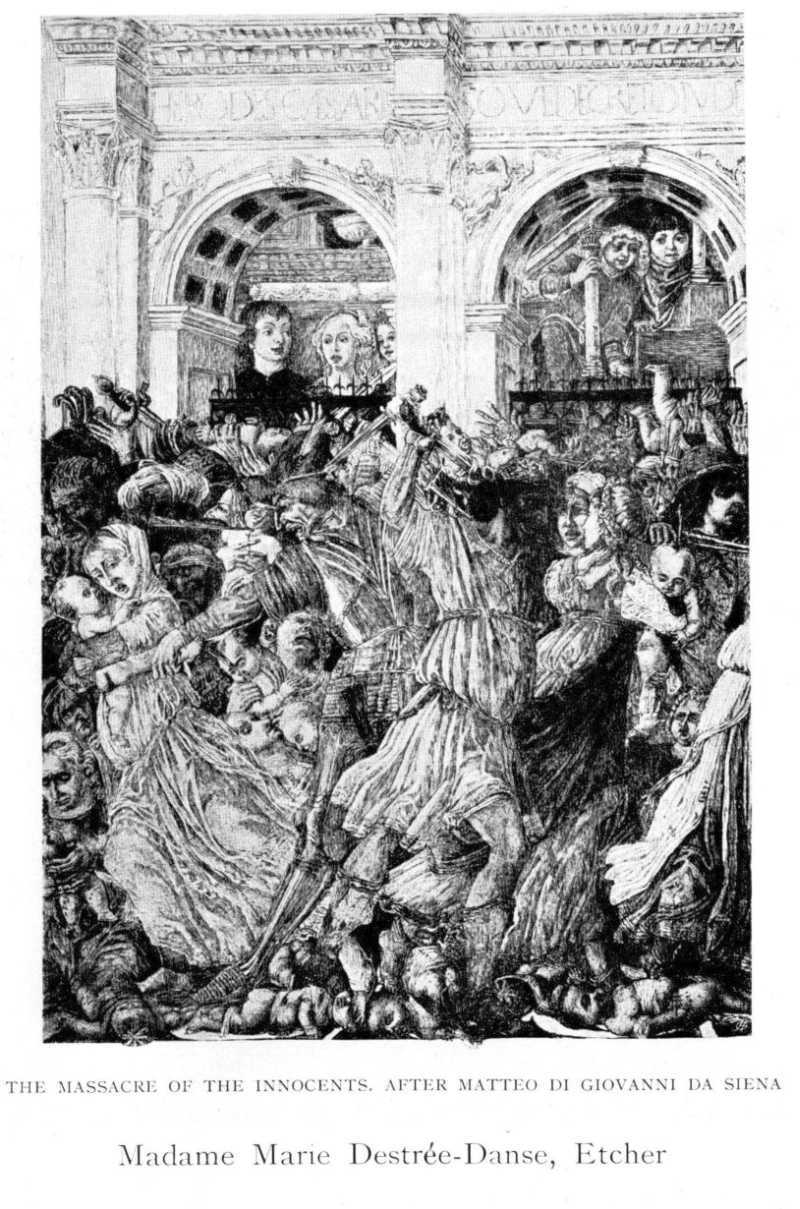
Massacre of the Innocents after Matteo di Giovanni da Siena, 1905

Marie Danse was de dochter van de graveur en tekenaar Auguste Danse en Adèle Meunier. Haar zus was de schilderes Marie-Louise Danse. Haar schoonbroer was de beeldhouwer Constantin Meunier.
Zij groeide op in Bergen in een artistieke omgeving waar men ook van literatuur en muziek hield. Zij was een leerling van haar vader, evenals haar jongere zus Marie-Louise. Beiden bezochten de Academie voor Schone Kunsten in Bergen, waar hun vader tekenleraar en graveur was. Daar ontmoette zij Jules Destrée, een jonge advocaat die bij haar familie in Bergen was komen wonen. Hij was een groot liefhebber van kunst en literatuur en goed onderlegd in de politiek. Zij trouwden in Bergen op 10 augustus 1889.
Zij beoefende de gravure en nam deel aan tentoonstellingen. Haar eerste werken waren reproducties naar oude meesters (Pisanello, Breughel) en hedendaagse meesters (Charles de Groux, Henri de Braekeleer). Vervolgens maakte zij originele gravures waarin elementen van de gotische beeldhouwkunst werden gereproduceerd, alsmede illustraties voor kunsthistorische studies of andere werken die door haar echtgenoot waren geschreven. In 1888 kreeg zij een eervolle vermelding op de Salon des artistes français.
Na haar huwelijk trok zij in bij de Destrées in Marcinelle. Ze hielp haar echtgenoot in zijn politieke carrière en werkte mee aan zijn scheppingen. Zij steunde hem, was aan zijn zijde in Engeland tijdens de Eerste Wereldoorlog en ging met hem op reis naar Rusland, Japan, en China. Toen hij minister was geworden organiseerde zij in Brussel ontmoetingen tussen wetenschappers, politici en kunstenaars.
Samen met haar zus Louise was zij in 1906 stichtend lid van het Brusselse grafisch kunstenaarscollectief L'Estampe. Na de dood van Jules Destrée in 1936 bleef Marie Danse betrokken bij de artistieke wereld. In 1938 was zij een van de stichtende leden van de vereniging Les Amis de l'Art wallon die tot doel had vroegere, huidige en toekomstige kunstenaars, schrijvers en geleerden voor het voetlicht te brengen en de Waalse kunst, geschiedenis en folklore op alle gebieden te ontwikkelen. De Tweede Wereldoorlog maakte echter een einde aan de activiteiten van de vereniging.
Zij overleed te Brussel op 31 mei 1942 en werd bij haar man begraven op het kerkhof van Marcinelle.
Met hun erfenis werd op de zolder van het stadhuis van Charleroi in 1988 het museum Musée Jules Destrée opgericht.

## Prijzen en tentoonstellingen
In 1889 won zij een prijs van de Société des aquafortistes belges. In 1896 en 1900 exposeerde zij op de Salon de La Libre Esthétique, in 1901 in het Maison du peuple in Brussel en in 1911 op de tentoonstelling van Schone en Kunstnijverheid in Charleroi.
- Gemeinsame Normdatei: 1069411116
- International Standard Name Identifier: 0000 0004 4736 8435
- RKD-Nederlands Instituut voor Kunstgeschiedenis: 344642
- Virtual International Authority File: 315121658